# Microsoft Gadgets
Microsoft Gadgets jsou miniaplikace, které jsou součástí operačních systémů Windows Vista a Windows 7. Ve verzi Vista bylo zapotřebí k jejich spuštění a zobrazení aplikace Windows Sidebar, později ve verzi pro Windows 7 přejmenované na Windows Desktop Gadgets. V české verzi operačního systému Windows Vista se pro tento program používá názvu Postranní panel systému Windows. V systému Windows 7 tento program mírně změnil svůj charakter z postranního panelu na program pro zobrazení miniaplikací kdekoli na pracovní ploše. Všechny miniaplikace jsou shromaždovány na internetových stránkách Windows Live Gallery.
Ve verzi Windows 8 byly tyto miniaplikace plně nahrazeny aplikacemi ve stylu Modern User Interface (původní název je Metro).